# Цветочницы-мамо
Цветочницы-мамо, или мамо (лат. Drepanis), — род воробьиных птиц подсемейства Гавайские цветочницы. Известно 3 биологических вида, 2 из которых считаются вымершими.

## Виды
| Изображение | Латинское название | Название                        | Место обитания               |
| ----------- | ------------------ | ------------------------------- | ---------------------------- |
|             | Drepanis coccinea  | Чёрно-алая гавайская цветочница | Гавайи, Мауи, Кауаи, Молокаи |
|             | †Drepanis pacifica | Желтогузая цветочница-мамо      | Кауаи                        |
|             | †Drepanis funerea  | Чёрная цветочница-мамо          | Молокаи                      |

## Желтогузая цветочница-мамо
Желтогузая цветочница-мамо (Drepanis pacifica) была около 23 см в длину. Её оперение было глянцево-чёрным с жёлтой огузкой и маленькими жёлтыми пятнами на крыльях. Хвост был чёрного цвета. Клюв был длинный, изогнутый и чёрный. Ноги были тёмно-серого или чёрного цвета.
Это был застенчивый вид, который обитал в пологих лесах и питался нектаром лобелий, обладающих изогнутыми, трубчатыми цветками. Их призывом служил долгий, жалобный свист.
В своё время яркие золотисто-жёлтые перья желтогузой цветочницы-мамо очень ценились. Так, знаменитый жёлтый перьевой плащ Камеамеа I, по оценкам, включал в себя перья 80 000 желтогузых цветочниц.
Желтогузую цветочницу-мамо в последний раз видел в 1899 году около Kaumana на острове Гавайи коллекционер Хэншоу, который, как упомянуто Тимом Фланнери в своей книге  A Gap In Nature, выстрелил и преследовал раненную птицу, прежде чем она успела сбежать от него с другими птицами.

## Чёрная цветочница-мамо
Чёрная цветочница-мамо (Drepanis funerea) была около 20 см в длину и казалась похожей на жёлтогузую цветочницу-мамо, но была при этом полностью чёрного цвета, за исключением маленьких белых полосок на крыльях. Клюв был более резко изогнут, чем у предыдущего вида, и имел небольшое жёлтое пятно у основания.
Лоб птицы часто покрывался пыльцой, из-за чего он выглядел бледным. Так же питался нектаром лобелий, но, в отличие от жёлтогузой цветочницы-мамо, делал это на более низких уровнях. Птица, по-видимому, была любопытна и часто подходила к наблюдателям. Её призыв был похож на свист.
Чёрную цветочницу-мамо последний раз видел в 1907 году коллекционер Алансон Брайн, который подстрелил трёх птиц. Тим Фланнери цитировал его, написав: «К моей радости я нашел искорёженные останки, висящие в дереве в густом пучке листьев, шесть футов и более…»